# 박지호 (1985년)
박지호(朴志浩, 1985년 1월 14일 ~ )는 대한민국의 전직 스타크래프트 프로게이머이며, Pusan[S.G]라는 아이디를 사용하며, 종족은 프로토스이다.
2003년 10월 케이텍 플러스(화승 OZ)에 입단하면서 프로게이머 생활을 시작했다.
2005년 3월 31일 Plus(화승 OZ)에서 이고시스 POS(MBC게임 히어로)로 이적했다.
엄청난 회전력을 바탕으로 한 물량전에 뛰어나며, 그의 스타일에 의해 스피릿 이란 별명이 있었다.
또 하나의 별명인 꼬라박은 그가 경기에서 무리하게 병력 싸움을 하다가 진 경기가 많기 때문이다.
So1 스타리그 2005에서 첫 스타리그 데뷔무대를 가진 뒤 신한은행 스타리그 2005, 신한은행 스타리그 2006 Season 1, 인크루트 스타리그 2008, EVER 스타리그 2009, 대한항공 스타리그 2010 시즌1, 시즌2등 총 7번의 스타리그 진출에 성공했다.
최고 성적은 신한은행 스타리그 2005에서 기록한 3위이다. 2011년 봄에 은퇴하였다.
그 이후 아프리카TV에서 (라박이^^) 닉네임을 사용하여 BJ로 활발한 활동을 하는중이다.

## 프로리그 에이스 결정전 최다 연승 1위
프로게이머 시절 POS, MBC게임 히어로 소속으로 에이스 결정전에 나와 무려 11연승을 하는 대기록을 작성했다.
- 첫 승 - 2005-10-24 SKY 프로리그 2005 후기리그 플러스 전 Rush HourⅡ 김정환
- 2연승 - 2005-11-23 SKY 프로리그 2005 후기리그 SK텔레콤 전 Neo Forte 최연성
- 3연승 - 2005-12-05 SKY 프로리그 2005 후기리그 팬택앤큐리텔 전 Neo Forte 손영훈
- 4연승 - 2006-04-30 SKY 프로리그 2006 전기리그 KTF 전 Rush HourⅢ 홍진호
- 5연승 - 2006-05-15 SKY 프로리그 2006 전기리그 STX 전 815 Ⅲ 한승엽
- 6연승 - 2007-05-09 신한은행 프로리그 2007 전기리그 팬택 전 Monty Hall 손영훈
- 7연승 - 2007-06-16 신한은행 프로리그 2007 전기리그 SK텔레콤 전 Monty Hall 김성제
- 8연승 - 2007-07-15 신한은행 프로리그 2007 전기리그 온게임넷 전 Geometry 안상원
- 9연승 - 2007-09-29 신한은행 프로리그 2007 후기리그 위메이드 전 운고로분화구 박세정
- 10연승 - 2007-10-31 신한은행 프로리그 2007 후기리그 공군 전 운고로분화구 성학승
- 11연승 - 2007-11-12 신한은행 프로리그 2007 후기리그 STX 전 카트리나 진영수
- 연승 끝 - 2007-12-03 신한은행 프로리그 2007 후기리그 르까프 전 블루스톰 오영종

## 수상 경력
- 2004년 4월 제1회 커리지매치 입상
- 2005년 11월 So1 스타리그 4위
- 2006년 2월 신한은행 스타리그 05~06 3위
- 2006년 4월 프링글스 MSL 시즌1 16강
- 2006년 5월 신한은행 스타리그 2006 시즌1 24강
- 2006년 9월 프링글스 MSL 시즌2 16강
- 2007년 1월 곰TV MSL 시즌1 16강
- 2008년 8월 인크루트 스타리그 2008 36강
- 2009년 10월 EVER 스타리그 2009 16강
- 2010년 2월 대한항공 스타리그 2010 Season 1 36강
- 2010년 6월 대한항공 스타리그 2010 시즌 2 36강
- 2012년 12월 7차 소닉 스타리그 4위
- 2013년 4월 아이템베이 8차 소닉 스타리그 16강
- 2014년 1월 픽스 9차 소닉 스타리그 32강
- 2014년 2월 위메프 GOM 클래식 시즌4 8강
- 2014년 11월 지스타 스타크래프트 스페셜매치 준우승
- 2015년 1월 헝그리앱 스타즈 리그 위드 콩두 16강
- 2015년 4월 템트스 스타리그 16강